# Filmographie de Gary Oldman

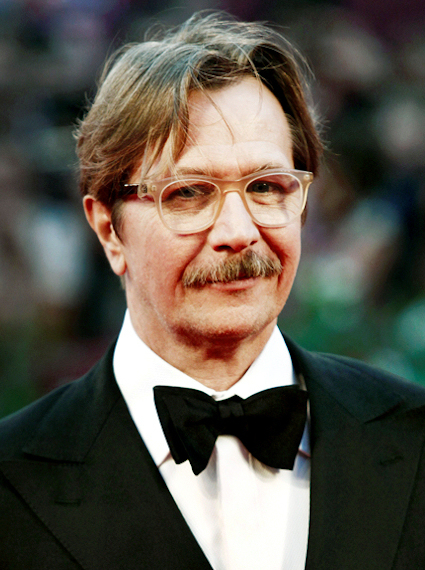
Gary Oldman lors de l'édition 2011 du Festival international du film de Venise.

Cet article donne la filmographie de Gary Oldman.

## Filmographie

### Films
| Année | Titre                                              | Rôle                               | Réalisateur           | Notes                                |
| ----- | -------------------------------------------------- | ---------------------------------- | --------------------- | ------------------------------------ |
| 1982  | Remembrance                                        | Daniel                             | Colin Gregg           | NC                                   |
| 1983  | Meantime                                           | Coxy                               | Mike Leigh            | NC                                   |
| 1986  | Sid et Nancy                                       | Sid Vicious                        | Alex Cox              | NC                                   |
| 1987  | Prick Up Your Ears                                 | Joe Orton                          | Stephen Frears        | NC                                   |
| 1988  | Track 29                                           | Martin                             | Nicolas Roeg          | NC                                   |
| 1988  | We Think the World of You                          | Johnny                             | Colin Gregg           | NC                                   |
| 1989  | La Loi Criminelle                                  | Ben Chase                          | Martin Campbell       | NC                                   |
| 1989  | Chattahoochee                                      | Emmett Foley                       | Mick Jackson          | NC                                   |
| 1989  | The Firm                                           | Clive "Bex" Bissel                 | Alan Clarke           | NC                                   |
| 1990  | Rosencrantz et Guildenstern sont morts             | Rosencrantz                        | Tom Stoppard          | NC                                   |
| 1990  | Les Anges de la nuit                               | Jackie Flannery                    | Phil Joanou           | NC                                   |
| 1990  | Henry et June                                      | Pop                                | Philip Kaufman        | Crédité en tant que Maurice Escargot |
| 1991  | JFK                                                | Lee Harvey Oswald                  | Oliver Stone          | NC                                   |
| 1992  | Dracula                                            | Count Dracula                      | Francis Ford Coppola  | NC                                   |
| 1993  | True Romance                                       | Drexl Spivey                       | Tony Scott            | NC                                   |
| 1993  | Romeo Is Bleeding                                  | Jack Grimaldi                      | Peter Medak           | NC                                   |
| 1994  | Léon                                               | Norman Stansfield                  | Luc Besson            | NC                                   |
| 1994  | Ludwig van B.                                      | Ludwig van Beethoven               | Bernard Rose          | NC                                   |
| 1995  | Meurtre à Alcatraz                                 | Milton Glenn                       | Marc Rocco            | NC                                   |
| 1995  | The Scarlet Letter                                 | Arthur Dimmesdale                  | Roland Joffé          | NC                                   |
| 1996  | Basquiat                                           | Albert Milo                        | Julian Schnabel       | NC                                   |
| 1997  | Le Cinquième Élément                               | Jean-Baptiste Emanuel Zorg         | Luc Besson            | NC                                   |
| 1997  | Air Force One                                      | Egor Korshunov                     | Wolfgang Petersen     | NC                                   |
| 1997  | Ne pas avaler                                      | NC                                 | Gary Oldman           | Scénario et réalisation              |
| 1998  | Lost in Space                                      | Zachary Smith                      | Stephen Hopkins       | NC                                   |
| 1998  | Quest for Camelot                                  | Sir Ruber                          | Frederik Du Chau      | Voix seulement                       |
| 2000  | Manipulations                                      | Rep. Sheldon Runyon                | Rod Lurie             | Egalement producteur exécutif        |
| 2000  | Monsignor Renard                                   | NC                                 | Non crédité           |                                      |
| 2001  | Un bébé sur les bras                               | Buford Hill                        | David Seltzer         | Egalement producteur                 |
| 2001  | Hannibal                                           | Mason Verger                       | Ridley Scott          | Non crédité                          |
| 2002  | Interstate 60                                      | O. W. Grant                        | Bob Gale              | NC                                   |
| 2002  | The Hire                                           | The Devil                          | Tony Scott            | Court métrage                        |
| 2003  | Tiny Tiptoes                                       | Rolfe                              | Matthew Bright        | NC                                   |
| 2003  | Péché immortel                                     | Charlie Strom                      | Michael Stevens       | NC                                   |
| 2004  | Harry Potter et le Prisonnier d'Azkaban            | Sirius Black / Patmol              | Alfonso Cuarón        | NC                                   |
| 2004  | Who's Kyle?                                        | Scouse                             | Gerald Emerick        | Court-métrage                        |
| 2005  | Batman Begins                                      | James Gordon                       | Christopher Nolan     | NC                                   |
| 2005  | Harry Potter et la Coupe de Feu                    | Sirius Black / Patmol              | Mike Newell           | NC                                   |
| 2005  | Dead Fish                                          | Lynch                              | Charley Stadler       | NC                                   |
| 2006  | The Backwoods                                      | Paul                               | Koldo Serra           | NC                                   |
| 2007  | Harry Potter et l'Ordre du Phénix                  | Sirius Black / Padfoot             | David Yates           | NC                                   |
| 2008  | The Dark Knight : Le Chevalier noir                | James Gordon                       | Christopher Nolan     | NC                                   |
| 2009  | Unborn                                             | Rabbi Joseph Sendak                | David S. Goyer        | NC                                   |
| 2009  | Rain Fall                                          | William Holtzer                    | Max Mannix            | NC                                   |
| 2009  | Le Drôle de Noël de Scrooge                        | Tiny Tim/Bob Cratchit/Jacob Marley | Robert Zemeckis       | Voix seulement                       |
| 2009  | Planet 51                                          | Général Grawl                      | Jorge Blanco          | Voix seulement                       |
| 2010  | Le Livre d'Eli                                     | Carnegie                           | Hughes brothers       | NC                                   |
| 2010  | Countdown to Zero                                  | Narrateur                          | Lucy Walker           | Prologue seulement                   |
| 2010  | One Night in Turin                                 | Narrateur                          | NC                    |                                      |
| 2011  | Red Riding Hood                                    | Père Solomon                       | Catherine Hardwicke   | NC                                   |
| 2011  | Kung Fu Panda 2                                    | Lord Shen                          | Jennifer Yuh Nelson   | Voix seulement                       |
| 2011  | Harry Potter et les Reliques de la Mort (partie 2) | Sirius Black                       | David Yates           | NC                                   |
| 2011  | La Taupe                                           | George Smiley                      | Tomas Alfredson       | NC                                   |
| 2011  | Guns, Girls and Gambling                           | Elvis                              | Michael Winnick       | NC                                   |
| 2012  | The Dark Knight Rises                              | James Gordon                       | Christopher Nolan     | NC                                   |
| 2012  | Des hommes sans loi                                | Floyd Banner                       | John Hillcoat         | NC                                   |
| 2013  | Paranoia                                           | Nicolas Wyatt                      | Robert Luketic        | NC                                   |
| 2014  | RoboCop                                            | Dennett Norton                     | José Padilha          | NC                                   |
| 2014  | La Planète des singes : L'Affrontement             | Dreyfus                            | Matt Reeves           | NC                                   |
| 2015  | Child 44                                           | Timur Nestorov                     | Daniel Espinosa       | NC                                   |
| 2016  | Man Down                                           | Capitaine Peyton                   | Dito Montiel          | NC                                   |
| 2016  | Criminal : Un espion dans la tête                  | Quaker Wells                       | Ariel Vromen          | NC                                   |
| 2017  | Un monde entre nous                                | Nathaniel Shepherd                 | Peter Chelsom         | NC                                   |
| 2017  | Hitman and Bodyguard                               | Vladislav Dukhovich                | Patrick Hughes        | NC                                   |
| 2017  | Les Heures sombres                                 | Winston Churchill                  | Joe Wright            | NC                                   |
| 2018  | Hunter Killer                                      | Amiral Charles Donnegan            | Donovan Marsh         | NC                                   |
| 2018  | Tau                                                | Tau                                | Federico d'Alessandro | NC                                   |
| 2019  | Killers Anonymous                                  | The Man                            | Martin Owen           | NC                                   |
| 2019  | Mary                                               | David                              | Micheal Goi           | NC                                   |
| 2019  | The Laundromat : L'Affaire des Panama Papers       | Jürgen Mossack                     | Steven Soderbergh     | NC                                   |
| 2019  | The Courier                                        | Ezekiel Mannings                   | Zackary Adler         | NC                                   |
| 2020  | Mank                                               | Herman Mankiewicz                  | David Fincher         | NC                                   |
| 2021  | Crisis                                             | Dr. Tyrone Brower                  | Nicholas Jarecki      | NC                                   |
| 2021  | La Femme à la fenêtre                              | Alistair Russell                   | Joe Wright            | NC                                   |
| 2021  | Hitman and Bodyguard 2                             | Vladislav Dukhovich                | Patrick Hughes        | NC                                   |
| 2023  | Oppenheimer                                        | Harry S. Truman                    | Christopher Nolan     | NC                                   |

### Télévision
| Année | Titre              | Rôle                | Notes                                  |
| ----- | ------------------ | ------------------- | -------------------------------------- |
| 1984  | Dramarama          | Ben                 | épisode On Your Tod                    |
| 1984  | Morgan's Boy       | Colin               |                                        |
| 1985  | Summer Season      | Gary                | épisode Rachel and the Roarettes       |
| 1986  | Screen Two         | Derek Bates         | épisode Honest, Decent & True          |
| 1989  | The Firm           | Clive "Bex" Bissell | Téléfilm                               |
| 1991  | Heading Home       | Ian Tyson           | téléfilm                               |
| 1993  | Fallen Angels      | Pat Keiley          | épisode Une arnaque de première classe |
| 1999  | Tracey Takes On... | Coiffeur            | épisode Hair                           |
| 1999  | Jésus              | Ponce Pilate        | téléfilm                               |
| 2001  | Friends            | Richard Crosby      | épisode Celui qui a épousé Monica      |
| 2002  | Greg the Bunny     | lui-même            | épisode Les déjantés font la fête      |

### Jeux vidéo
| Année | Titre                                       | Rôle                                          | Notes                             |
| ----- | ------------------------------------------- | --------------------------------------------- | --------------------------------- |
| 1993  | Bram Stoker's Dracula                       | Comte Dracula                                 |                                   |
| 1998  | Fifth Element, Le Cinquième Élément         | Jean-Baptiste Emmanuel Zorg                   |                                   |
| 2003  | Medal of Honor : Débarquement allié         | Sergent Jack Barnes                           |                                   |
| 2003  | True Crime: Streets of LA                   | Rasputin "Rocky" Kuznetskov / Agent Masterson |                                   |
| 2006  | The Legend of Spyro: A New Beginning        | Ignitus                                       |                                   |
| 2007  | The Legend of Spyro: The Eternal Night      | Ignitus                                       |                                   |
| 2008  | La Légende de Spyro : Naissance d'un dragon | Ignitus                                       |                                   |
| 2008  | Call of Duty: World at War                  | Sergent Viktor Reznov                         |                                   |
| 2010  | Call of Duty: Black Ops                     | Capitaine Viktor Reznov / Dr. Daniel Clarke   | Voix réutilisée dans Black Ops II |
| 2015  | Lego Dimensions                             | Lord Vortech                                  |                                   |
| 2016  | Star Citizen                                | Amiral Bishop                                 |                                   |